# Хмелевский сельсовет (Брестская область)
Хмелевский сельсовет — административная единица на территории Жабинковского района Брестской области Республики Беларусь. Административный центр — агрогородок Хмелево.

## История
22 декабря 1999 года из состав Хмелевского сельсовета исключён населённый пункт Рачки и включён в состав Жабинковского сельсовета.

## Состав
В состав сельсовета входят 1 агрогородок и 8 деревень:
| Населённый пункт    | СОАТО         | Координаты                      |
| ------------------- | ------------- | ------------------------------- |
| деревня Богдюки     | 1 225 836 006 | 52°19′17″ с. ш. 23°52′11″ в. д. |
| деревня Деменичи    | 1 225 836 011 | 52°15′37″ с. ш. 23°51′45″ в. д. |
| деревня Лясоты      | 1 225 836 016 | 52°15′49″ с. ш. 23°54′26″ в. д. |
| деревня Подлесье    | 1 225 836 021 | 52°17′26″ с. ш. 23°51′42″ в. д. |
| деревня Рудка       | 1 225 836 031 | 52°13′11″ с. ш. 23°55′20″ в. д. |
| деревня Саки        | 1 225 836 036 | 52°11′51″ с. ш. 23°56′15″ в. д. |
| деревня Селищи      | 1 225 836 041 | 52°13′03″ с. ш. 23°56′01″ в. д. |
| деревня Соколово    | 1 225 836 046 | 52°13′13″ с. ш. 23°57′33″ в. д. |
| агрогородок Хмелево | 1 225 836 051 | 52°15′16″ с. ш. 23°54′14″ в. д. |